# Hải quân Nhân dân Triều Tiên
Hải quân Nhân dân Triều Tiên (KPANF; tiếng Triều Tiên: 조선인민군 해군; Hanja: 朝鮮人民軍 海軍; Chosŏn-inmingun Haegun) hoặc Hải quân Triều Tiên (KPN), là binh chủng hải quân của Quân đội Nhân dân Triều Tiên.